# SMS Hertha (1897)
O SMS Hertha foi um cruzador protegido operado pela Marinha Imperial Alemã e segunda embarcação da Classe Victoria Louise, depois do SMS Victoria Louise e seguido pelo SMS Freya, SMS Vineta e SMS Hansa. Sua construção começou em fevereiro de 1896 nos estaleiros da AG Vulcan e foi lançado ao mar em abril de 1897, sendo comissionado em julho de 1898. Era armado com uma bateria principal de dois canhões de 210 milímetros em duas torres de artilharia individuais, tinha um deslocamento de mais de seis mil toneladas e alcançava uma velocidade máxima de dezenove nós.
O Hertha passou seus primeiros seis anos de serviço ativo atuando no estrangeiro como parte da Esquadra da Ásia Oriental, que era baseada na Tsingtao na China. Participou em meados de 1900 da subjugação do Levante dos Boxers, contribuindo com uma equipe de desembarque que ajudou a capturar os Fortes de Taku e depois fez parte da Expedição de Seymour. Ficou viajando pela região e visitando vários portos pelos quatro anos seguintes, mas ao final de 1904 sua condição tinha deteriorado a ponte de precisar de uma grande manutenção e assim voltou para a Alemanha.
Chegou em 1905 e foi modernizado, sendo usado como navio-escola ao voltar ao serviço em 1908. Ele passou os anos seguintes realizando vários cruzeiros de treinamento, incluindo uma grande viagem para os Estados Unidos em 1909. O Hertha brevemente fez parte da Divisão do Mediterrâneo em 1912. A Primeira Guerra Mundial começou em 1914 e o cruzador foi mobilizado como parte do V Grupo de Reconhecimento, mas serviu nesta função apenas brevemente antes ser descomissionado em novembro. Depois disso foi usado como alojamento flutuante e desmontado em 1920.

## Características

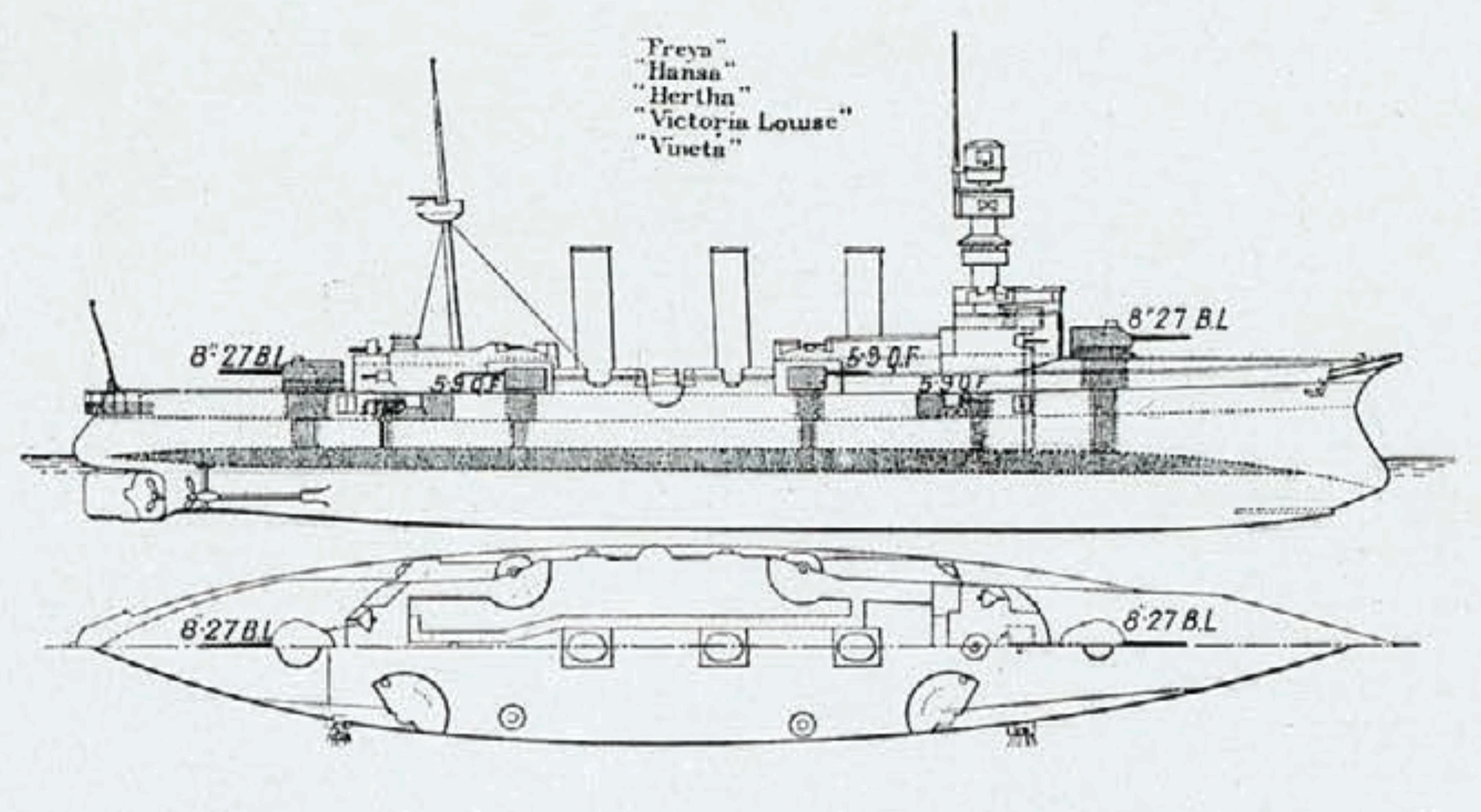
Desenho da Classe Victoria Louise

Elementos do alto comando naval alemão discordavam no início da década de 1890 sobre que tipos de cruzadores deveriam ser construídos para atender as necessidades da Marinha Imperial Alemã. Um lado preferia uma combinação de cruzadores de seis mil e de 1,5 mil toneladas, enquanto o outro lado defendia uma força uniforme de três mil toneladas. O primeiro lado venceu e três navios de seis mil toneladas foram autorizados em 1895, seguidos por mais dois no ano seguinte. A experiência da Marinha Imperial Japonesa na Primeira Guerra Sino-Japonesa mostrou os benefícios dos canhões de 210 milímetros, assim esta arma foi escolhida para a nova Classe Victoria Louise.
O Hertha tinha 110,6 metros de comprimento de fora a fora, uma boca de 17,4 metros e um calado de 6,58 metros à vante. Tinha um deslocamento normal de 5 660 toneladas, enquanto o deslocamento carregado chegava a 6 491 toneladas. Seu sistema de propulsão consistia em onze caldeiras Belleville a carvão que alimentavam três motores verticais de tripla-expansão com quatro cilindros, cada um girando uma hélice. Este sistema tinha uma potência indicada de dez mil cavalos-vapor (7 360 quilowatts) para uma velocidade máxima de dezenove nós (35 quilômetros por hora). Podia carregar até 950 toneladas de carvão, o que proporcionava uma autonomia de 3 412 milhas náuticas (6 319 quilômetros) a uma velocidade de cruzeiro de doze nós (22 quilômetros por hora). Sua tripulação era formada por 31 oficiais e 446 tripulantes.
O armamento principal era composto por dois canhões calibre 40 de 210 milímetros montados em duas torres de artilharia individuais, uma à vante e outra à ré. A bateria secundária tinha oito canhões calibre 40 de 149 milímetros, quatro em torres de artilharia individuais à meia-nau e os outros quatro em casamatas. A defesa contra barcos torpedeiros era formada por dez canhões calibre 30 de 88 milímetros e dez canhões Maxim de 37 milímetros. Por fim, foi equipado com três tubos de torpedo submersos de 450 milímetros, um na proa e um em cada lateral. A blindagem era feita de aço Krupp; o convés tinha cem milímetros de espessura com laterais inclinadas de quarenta milímetros. As torres de artilharia principais e secundárias tinham laterais de cem milímetros, mesma nível de proteção das casamatas. A torre de comando tinha laterais de 150 milímetros.

### Modificações
O Hertha passou por uma reconstrução entre 1906 e 1908. Esta incluiu a substituição de suas caldeiras e a redução do número de chaminés de três para duas. Seus mastros militares foram removidos e substituídos por mastros de poste, o que melhorou sua capacidade de virada. Dois canhões de 149 milímetros e todas as armas Maxim foram removidas, enquanto um novo canhão de 88 milímetros foi instalado junto com três canhões calibre 35 de 88 milímetros. O navio foi totalmente desarmado em 1916.

## Carreira

### Início de serviço
O Hertha foi nomeado em homenagem à predecessora fragata SMS Hertha, tendo sido encomendado sob o nome de contrato "K". Seu batimento de quilha ocorreu em 15 de fevereiro de 1896 nos estaleiros da AG Vulcan em Estetino, porém a montagem de alguns materiais já tinha começado em oficinas em 15 de outubro de 1895. Foi lançado ao mar em 14 de abril de 1897, tendo sido batizado pelo príncipe Luís da Baviera, filho mais velho de Leopoldo, Príncipe Regente da Baviera. Testes do sistema de propulsão começaram em 24 de abril de 1898, enquanto o navio ainda estava incompleto. O imperador Guilherme II da Alemanha foi inspecionar o cruzador em junho, seu interesse vindo parcialmente do papel que desempenhou no processo de projeto. O navio ainda incompleto foi para o Estaleiro Imperial de Kiel para passar por equipagem e, enquanto estava no local, foi levemente abalroado pelo ironclad SMS Baden. Foi comissionado em 23 de julho de 1898 para iniciar seus testes marítimos. Seu primeiro oficial comandante foi o capitão de fragata Guido von Usedom, Parte dos seus testes foram filmados por Oskar Messter com um cinetoscópio. Os testes iniciais revelaram problemas em suas caldeiras, mas mesmo assim ele foi enviado junto com o aviso SMS Hela para escoltar Guilherme a bordo de seu iate SMY Hohenzollern em uma viagem pelo Mar Mediterrâneo.
Deixou Kiel em 18 de setembro, parou em Gibraltar e então foi para Veneza na Itália em 4 de outubro, onde se encontrou com o Hohenzollern e Hela. Visitaram vários portos na região, incluindo Constantinopla, Jafa, Haifa, Beirute e Porto Said no Império Otomano. o Hertha foi destacado enquanto estava em Beirute em 11 de novembro e designado para substituir o antigo ironclad SMS Oldenburg na Esquadra Internacional que tinha sido formada em resposta à Revolta de Creta. Entretanto, suas caldeiras tinham sofrido danos sérios durante a viagem por conta de seus defeitos de projeto, assim ele partiu em 14 de novembro para Gênova na Itália para reparos. Entrou no porto na noite dos dias 26 para 27 e bateu em um navio mercante que tinha se soldado de suas amarras devido a um forte vendaval. O convés superior do Hertha foi danificado e uma serviola arrancada. Ele então foi para os estaleiros da Gio. Ansaldo & C. para reparos. Enquanto estes ocorriam, a embarcação recebeu ordens para em seguida se juntar à Esquadra da Ásia Oriental.

### Esquadra da Ásia Oriental

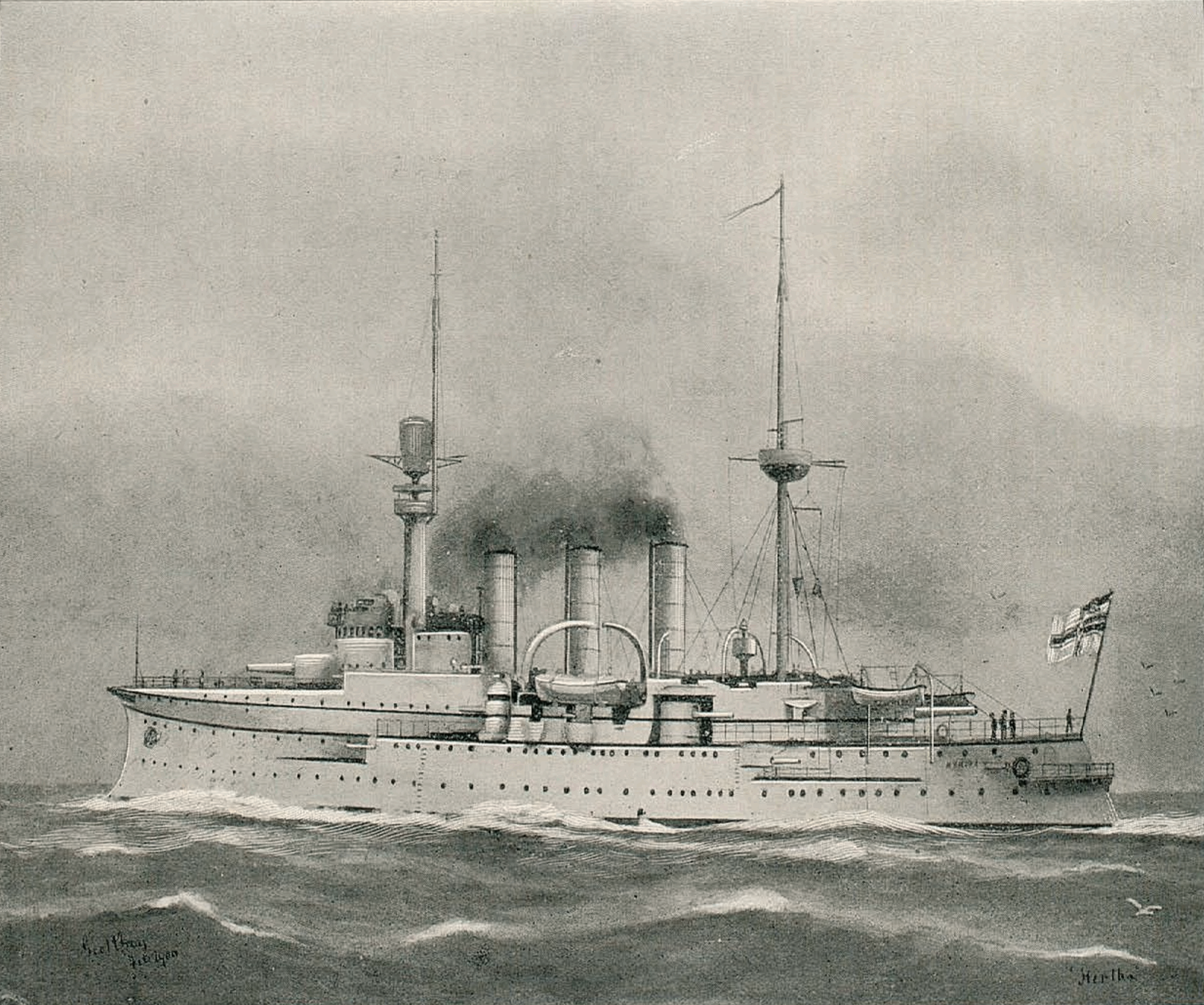
Desenho do Hertha em 1900

O Hertha realizou breves testes marítimos ao fim dos reparos para garantir que seu sistema de propulsão estava funcionando direito e em seguida partiu em 11 de abril de 1899 para o Sudeste Asiático. Parou em Singapura em 21 de maio e chegou em 8 de junho em Tsingtao, na possessão colonial alemã da Território Arrendado da Baía de Kiauchau, na China. Sua chegada permitiu que o ironclad SMS Kaiser voltasse para a Alemanha. Ao mesmo tempo, o contra-almirante Ernst Fritze, o segundo em comando da Esquadra da Ásia Oriental, temporariamente fez do cruzador sua capitânia. A embarcação então iniciou uma viagem pela região, algumas vezes com outros navios da esquadra, indo para o norte e depois para o sul até Amoy em 2 de novembro. Encontrou-se no local com seu irmão SMS Hansa, que se tornou a nova capitânia de Fritze. O Hertha prosseguiu para Hong Kong junto com o ironclad SMS Deutschland, a capitânia da esquadra. O cruzador foi depois passar por sua manutenção periódica, que durou três meses, enquanto o Deutschland voltou para casa. O vice-almirante Felix von Bendemann, o comandante da esquadra, fez do Hertha sua capitânia em 17 de fevereiro de 1900.
Partiu no início de abril em uma viagem pelo Japão, onde foi visitado pelo imperador Meiji. A Esquadra da Ásia Oriental era formada na época pelo Hertha, o Hansa, os cruzadores protegidos SMS Kaiserin Augusta e SMS Irene, e o cruzador desprotegido SMS Gefion. Os cinco se encontraram em Tsingtao em 23 de abril e realizaram exercícios até o início de maio. Então se dispersaram em cruzeiros pela região; o Hertha e o Gefion navegaram pelo rio Yangtzé até Hankou. Todos retornaram para Tsingtao no final de maio. O Hertha iria navegar até Tientsin a fim de levar Bendemann e o barão Clemens von Ketteler, o ministro alemão na China, para uma visita à corte imperial, porém relatos sobre o Levante dos Boxers chegaram aos alemães em 29 de maio, fazendo-os cancelar a visita.

#### Levante dos Boxers
Europeus na região inicialmente não ficaram preocupados com o levante, mas a situação piorou e o vice-almirante britânico sir Edward Seymour entrou em contato com os outros comandantes navais europeus e pediu por uma reunião para discutir medidas que poderiam ser tomadas. Bendemann ordenou que sua esquadra, exceto o Irene que permaneceu para trás a fim de proteger Tsingtao, se encontrasse com os navios britânicos da Estação da China próximos de Taku, na foz do rio Hai. Os alemães chegaram em 8 de junho e Bendemann se encontrou com Seymour no dia seguinte. Os dois inicialmente não estabeleceram um plano de ação devido a falta de informações sobre a situação geral, pois a linha de telégrafo para as embaixadas em Pequim tinha sido cortada. Bendemann mesmo assim enviou um grupo de desembarque formado por cem homens oriundos de seus quatro navios com o objetivo de reforçar os homens em Tientsin, estes vindos da Aliança das Oito Nações, que tinha sido formada para combater os boxers.

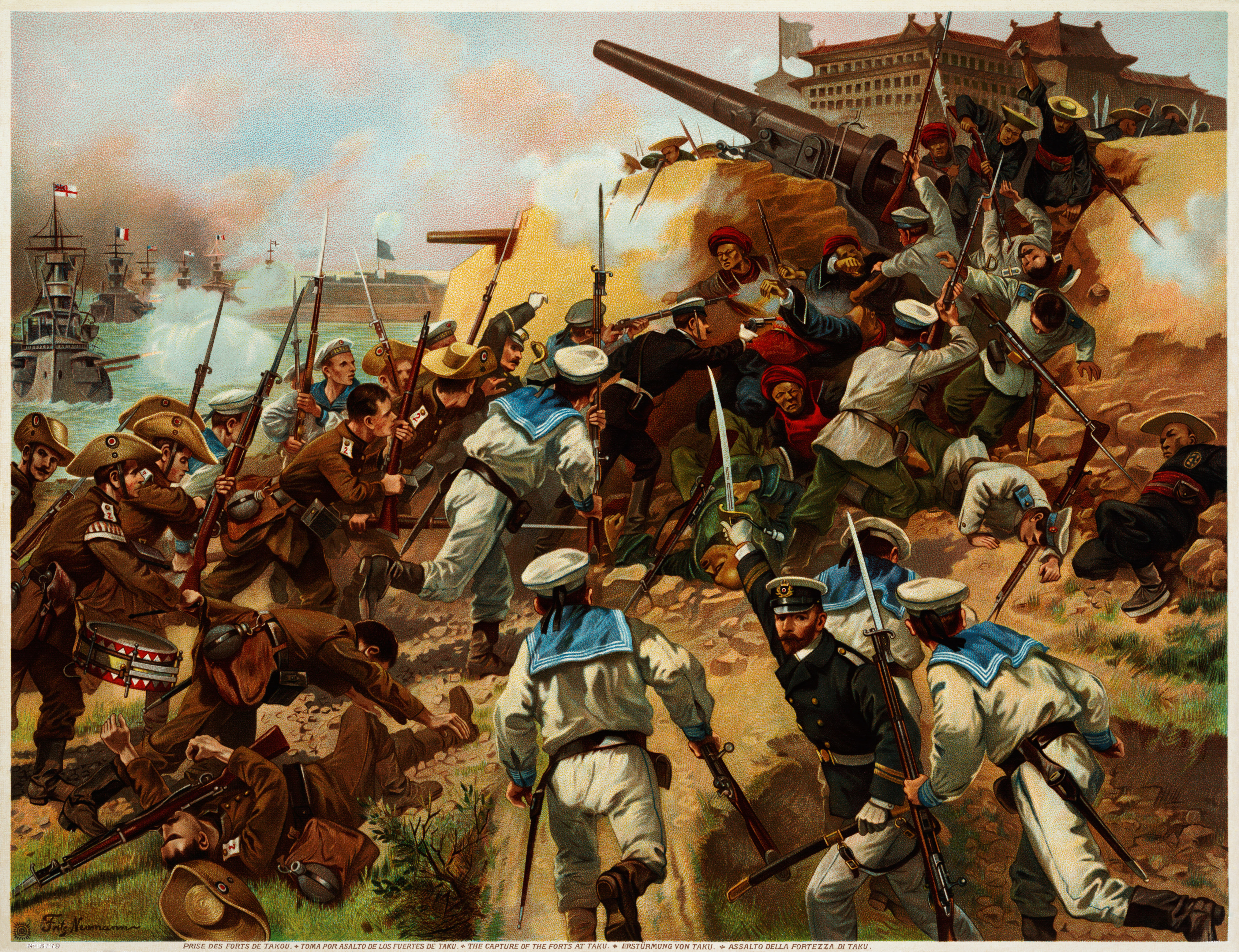
Ilustração de Fritz Neumann da captura dos Fortes de Taku

Seymour informou Bendemann pouco depois da meia-noite de 10 de junho sobre um telegrama que recebeu lhe informando sobre a situação crítica no Bairro das Legações em Pequim. Ele decidiu liderar uma força de tripulantes das embarcações europeias que marcharia para Pequim a fim de reforçar as guarnições. Bendemann contribuiu com vinte oficiais, dois médicos e 487 marinheiros para a Expedição de Seymour, aproximadamente um quarto da força internacional, que também incluía franceses, russos, italianos, austro-húngaros, japoneses e estadunidenses. A contribuição do Hertha foi de quatro oficiais e 120 marinheiros liderados por Usedom; a embarcação foi comandada pelo capitão-tenente Max Hecht, o oficial executivo, enquanto o capitão permaneceu em terra. Durante a expedição, Usedom substituiu o capitão John Jellicoe como chefe do estado-maior de Seymour depois de Jellicoe ter sido ferido em combate. A expedição fracassou depois de encontrar forte resistência chinesa tanto dos boxers quanto de soldados do governo. Enquanto isso, Bendemann, preocupado com a situação da expedição e sabendo sobre reforços chineses nos Fortes de Taku, defendeu uma ação e isto resultou na Batalha dos Fortes de Taku em 17 de junho. Ao mesmo tempo, os homens que inicialmente tinham desembarcado para defenderem Tientsin no dia 9 foram atacados, assim mais precisaram ser enviados; o Hertha contribuiu com sessenta homens e quatro suboficiais liderados pelo capitão-tenente Adolf von Trotha. A força de Seymour voltou a Tientsin em 23 de junho e reforçou o contingente ocupando a cidade. Confrontos continuaram até meados de julho, mas a maioria dos homens retornaram para seus navios até o dia 18.
Depois do fracasso da Expedição de Seymour, a Aliança das Oito Nações reuniu forças vindas da Índia, Indochina, Filipinas, leste da Rússia e Japão para realizar em agosto outra tentativa de marchar até Pequim. O Hertha e o Hansa contribuíram com 150 e duzentos homens, respectivamente, que conseguiram chegar em Pequim no dia 18, tendo encontrado pouca resistência chinesa no caminho. Enquanto isso, o novo cruzador blindado SMS Fürst Bismarck tinha chegada na China um dia antes, com Bendemann transferindo sua capitânia para ele. Reforços enviados da Alemanha chegaram em 5 de setembro, permitindo que os grupos de desembarque do Hertha e das outras embarcações voltassem dez dias depois. As novas unidades chegaram sob o comando do general-marechal de campo conde Alfred von Waldersee; este subiu a bordo do Hertha em Woosung, próximo de Xangai, e foi levado para Taku. Usedom, por sua experiência na campanha, foi designado para a equipe de Waldersee, deixando o Hertha novamente sob o comando de Hecht. O cruzador participou em 1º de outubro da ocupação de fortificações costeiras em Shanhaiguan. O capitão de fragata Carl Derzewski chegou no mesmo mês para assumir o comando do navio. O Hertha pouco fez depois disso, passando a maior parte de seu tempo em Xangai ou Chefoo. Sofreu sete tripulantes mortos no decorrer dos confrontos.

#### Outras atividades

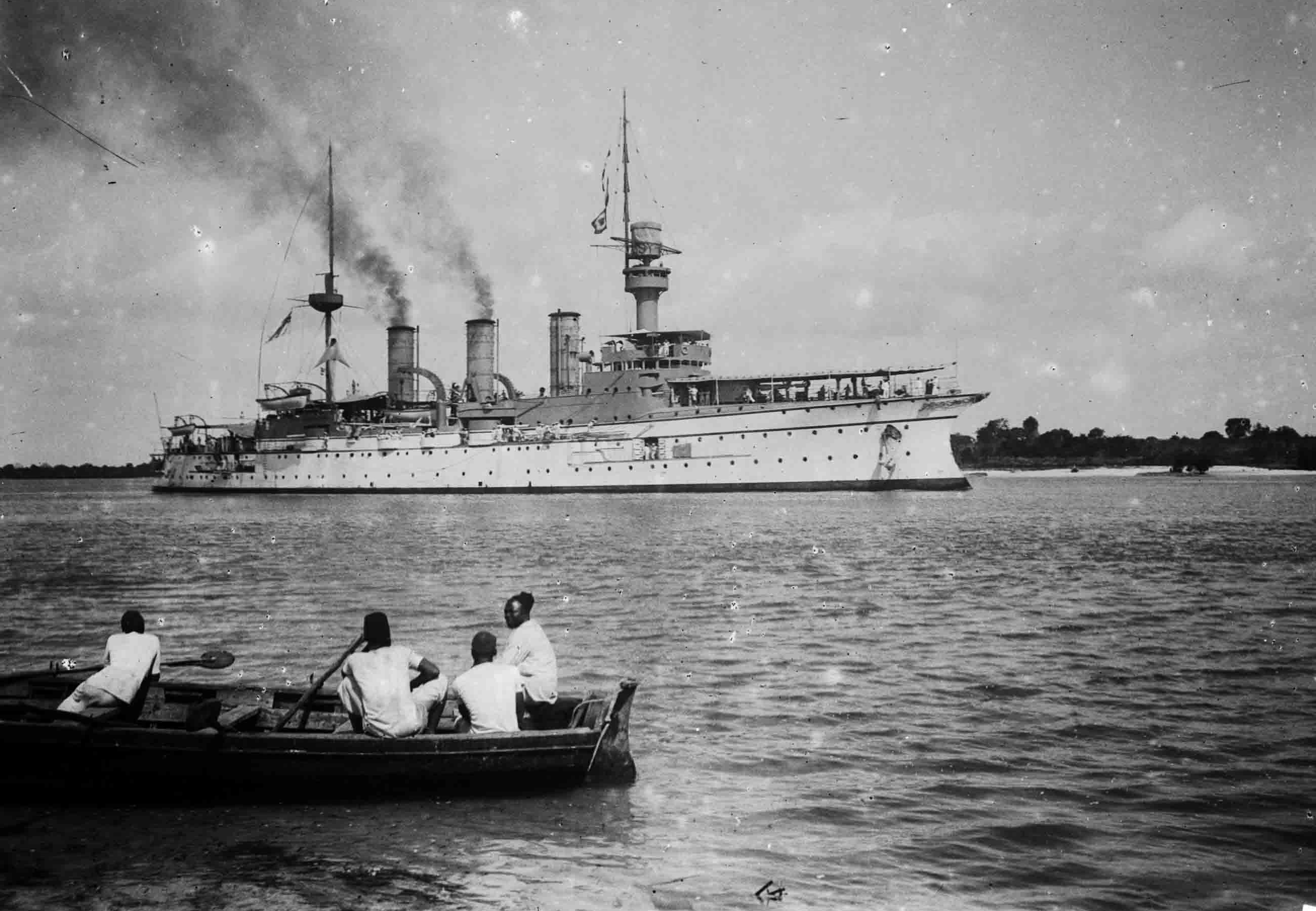
O Hertha em Dar es Salaam em 1905

O navio ficou navegando pelo litoral chinês por 1901. Waldersee subiu a bordo novamente em 8 de junho para ir a Kobe no Japão, com a visita durando até o dia 19 e incluindo um encontro com Meiji. O Hertha então navegou para Nagasaki, onde Waldersee se transferiu para o navio-hospital Gera, que o levou de volta para a Alemanha. O cruzador voltou para Tsingtao, onde permaneceu por algum tempo até fazer outra visita ao Japão. O Fürst Bismarck foi para uma doca seca em Hong Kong em 21 de outubro para passar por sua manutenção periódica e Bendemann temporariamente fez do Hertha sua capitânia. O navio então iniciou um cruzeiro pelas Índias Orientais Neerlandesas que durou até 1902. Parou em Singapura em 19 de fevereiro, onde o vice-almirante Richard Geissler substituiu Bendemann como comandante da esquadra. Nesta altura o Fürst Bismarck já tinha voltado ao serviço e chegou em Singapura ao mesmo tempo para retomar sua função de capitânia. O Hertha então foi para Uraga no Japão, onde também ficou em uma doca seca para manutenção entre 25 de março e 5 de maio. Neste período o capitão de mar Friedrich von Ingenohl chegou para assumir seu comando.
O Hertha voltou para Tsingtao ao final de seu período de manutenção, onde permaneceu até ir visitar mais cidades japonesas. Foi atingido por um tufão em 9 de agosto enquanto navegava próximo de Formosa e sofreu inundações significativas. O capitão de mar Malte von Schimmelmann substituiu Ingenohl em novembro. Mais tarde no mesmo ano visitou as Filipinas, Índias Orientais Neerlandesas e Singapura. Voltou para Nagasaki no início de 1903 para outro período de manutenção. O cruzador então voltou para Tsingtao, onde permaneceu por quatro meses, em seguida indo visitar portos na Rússia, Coreia e Japão. Pouco fez de relevante no decorrer 1904, exceto por uma viagem até Hankou junto com o Fürst Bismarck e depois um cruzeiro para Singapura. O Hertha estava precisando de uma manutenção mais extensiva que não poderia ser realizada nos estaleiros do Sudeste Asiático, assim recebeu ordens no final do ano de voltar para a Alemanha. Zarpou em 31 de dezembro, passando por Mahé nas Seicheles e Dar es Salaam na África Oriental Alemã. Entrou no Mediterrâneo em 5 de abril, onde se encontrou com o imperador, que estava fazendo um cruzeiro no Hohenzollern. Os dois navios navegaram juntos pelos quatro dias seguintes, então o Hertha prosseguiu para casa, chegando em Kiel e sendo descomissionado em 12 de maio.

### Navio-escola
O cruzador foi para o Estaleiro Imperial de Danzig em 1906 para passar por uma grande reforma, com os trabalhos terminando no começo de 1908 e sendo recomissionado em 7 de abril sob o comando do capitão de mar Hugo Louran como um navio-escola para cadetes e aprendizes de marinheiro. Transportou o príncipe Luís da Baviera para Bornholm e depois Swinemünde de 6 a 11 de junho. Depois navegou para Bremerhaven com cadetes a bordo, iniciando em seguida um cruzeiro de treinamento para o exterior. Visitou portos na Noruega, Escócia e Irlanda, seguindo então para o Mediterrâneo, mas no caminho parou em Funchal em Madeira e Las Palmas nas Ilhas Canárias. No Mediterrâneo visitou Palma de Maiorca nas Ilhas Baleares, Alexandria no Egito e várias cidades da Itália. Parou em Corfu na Grécia em 30 de dezembro, onde se encontrou com seu irmão SMS Victoria Louise. Os dois então navegaram para Messina na Itália para dar apoio humanitário depois da área ter sido atingida por um terremoto. O Hertha levou vinte toneladas de comida e outros suprimentos para a cidade, chegando no dia seguinte. Embarcou 120 pessoas feridas em 1º de janeiro de 1909 e as evacuou para Nápoles, retornando para Messina no dia seguinte. Sua tripulação desembarcou e ajudou nos esforços para resgatar pessoas presas sob entulhos. O navio então transportou uns trezentos feridos para Nápoles. A rainha Helena da Itália visitou o navio em 5 de janeiro para agradecer os tripulantes, enquanto o rei Vítor Emanuel III emitiu uma ordem diária também em agradecimento. Os dois cruzadores alemães ancoraram em Corfu no dia seguinte e o Hertha iniciou a viagem de volta para a Alemanha em 21 de janeiro, chegando em Kiel em 15 de março.

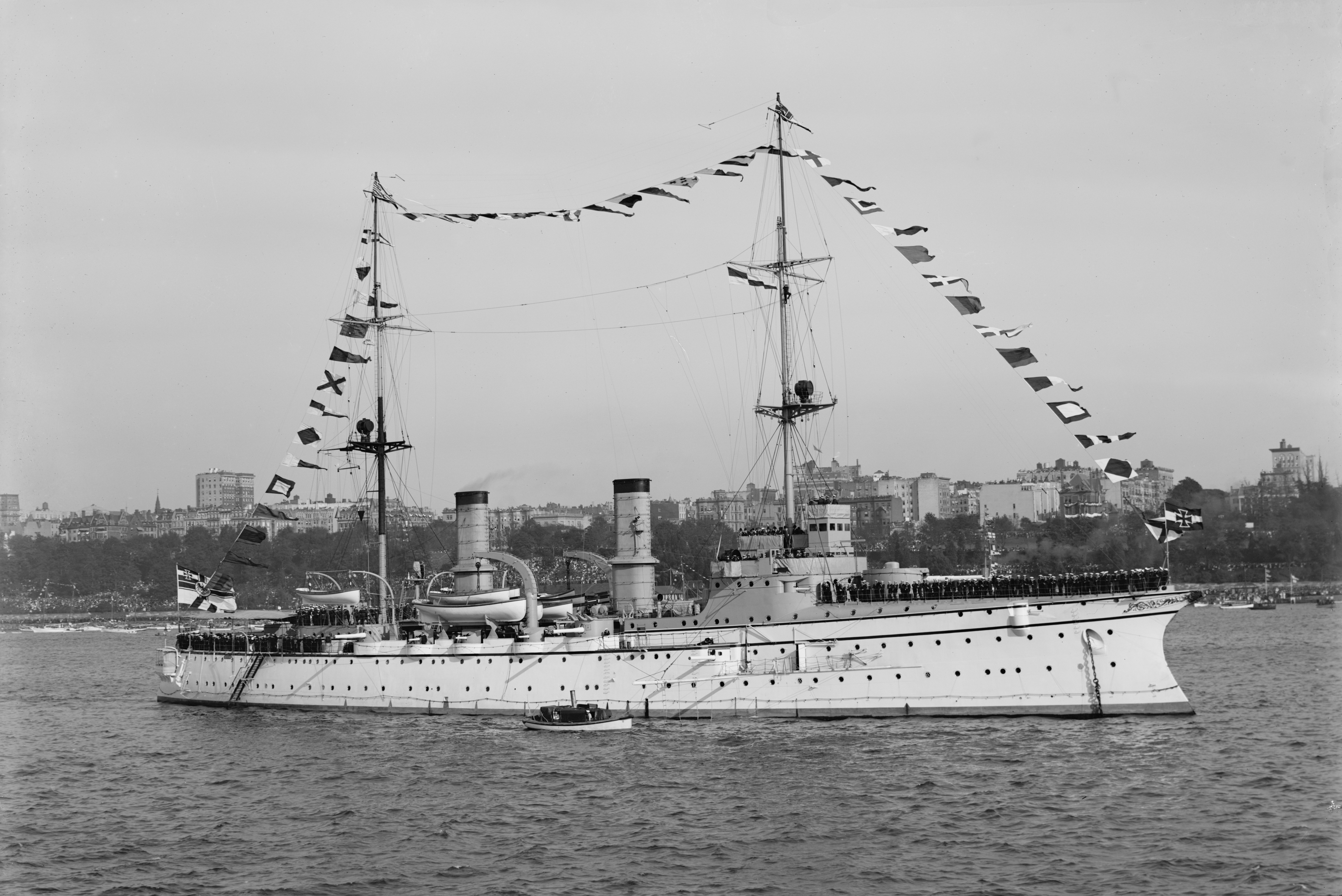
O Hertha em Nova Iorque em 1909

O capitão de fragata Walter Engelhardt substituiu Louran em abril. Um novo grupo de cadetes foi embarcado e o navio partiu em 5 de junho para realizar um curto cruzeiro de treinamento pelo litoral alemão. Deixou a Alemanha em 7 de agosto e seguiu para os Estados Unidos com o objetivo de representar a Alemanha na Celebração Hudson–Fulton, que ocorreu em Nova Iorque entre setembro e outubro. Teve a companhia durante as celebrações do Victoria Louise e dos cruzadores rápidos SMS Dresden e SMS Bremen. O Hertha depois disso navegou pelo Mar do Caribe, incluindo uma parada em Kingston na Jamaica entre 9 e 11 de janeiro de 1910, onde prestou assistência ao cargueiro SS Prinz Joachim da Hamburg-Amerika Linie, que tinha encalhado no local. A tripulação do cruzador ajudou a descarregar aproximadamente trezentas toneladas de carga e transferir os passageiros para outro navio antes que o Prinz Joachim pudesse ser libertado. O Hertha então retomou sua viagem para a Alemanha, chegando em Kiel em 8 de março.
Partiu em outro curto cruzeiro para a Noruega e Mar Báltico em meados de 1910, então em 15 de agosto começou outra grande viagem pelo Mediterrâneo. Esta terminou em Kiel em 7 de março de 1911. O capitão de fragata Ernst-Oldwig von Natzmer assumiu o comando em abril. Seguiu-se outro cruzeiro no Báltico, que incluiu uma parada em Estocolmo na Suécia, depois do qual o Hertha visitou a Noruega e a Escócia, retornando para Wilhelmshaven. O grande cruzeiro daquele ano foi para o Caribe e durou de 21 de agosto até 11 de março de 1912. O cruzeiro anual de 1912 começou no início de agosto e foi para o Atlântico, incluindo paradas nos Açores e em Madeira. Natzmer prestou ajuda em Funchal ao capitão do SS Lotte Menzel ao prender marinheiros que tinham se amotinado, transferindo-os para outro navio para que fossem levados de volta à Alemanha. O Hertha então navegou para Barcelona na Espanha, onde recebeu ordens em 2 de novembro para se juntar a recém formada Divisão do Mediterrâneo. A capitânia da unidade era o cruzador de batalha SMS Goeben, que tinha sido enviado para defender interesses alemães durante as Guerras dos Balcãs. Visitou vários portos na região até o início de 1913, sendo destacado em meados de julho e chegando de volta em Kiel em 7 de março.
Foi para uma doca seca ao voltar a fim de passar por sua manutenção periódica. O capitão de fragata Heinrich Rohardt assumiu o comando em abril. O Hertha partiu em 29 de maio com novos cadetes para um curto cruzeiro pela Noruega que terminou em Wilhelmshaven em 3 de agosto. Partiu doze dias depois para sua viagem internacional anual, desta vez indo para a América do Norte e Caribe. Enquanto estava na região recebeu ordens de ir para Veracruz no México a fim de proteger interesses alemães durante a Revolução Mexicana, permanecendo no local de 21 de outubro a 2 de novembro. Depois disso visitou as Antilhas e retornou para Kiel em 13 de março de 1914. O Hertha iniciou seu último cruzeiro em tempos de paz em 2 de junho com um contingente de 75 cadetes. Navegou primeiro para o Báltico e então foi para a Noruega. Atravessou o Mar do Norte até Edimburgo na Escócia, onde ficou entre os dias 22 e 25 de julho. Foi o último navio alemão a visitar o Reino Unido antes do início da Primeira Guerra Mundial.

### Primeira Guerra Mundial
O Hertha voltou para a Alemanha no final de julho e iniciou preparações para seu cruzeiro internacional anual, mas estas foram interrompidas pelo início da guerra ainda no mesmo mês. Foi designado para o V Grupo de Reconhecimento e inicialmente empregado em deveres de guarda no oeste do Báltico entre agosto e setembro. Juntou-se ao seu irmão SMS Vineta e ao cruzador blindado SMS Friedrich Carl em uma varredura pelo leste do Báltico de 24 a 26 de outubro, com o Hertha temporariamente servindo de capitânia do contra-almirante Gisberth Jasper, o comandante do V Grupo de Reconhecimento, durante a operação. A intenção dos alemães era ir até o Golfo da Finlândia, mas Jasper cancelou a operação enquanto estavam próximos de Lyserort, mesmo sem terem encontrado oposição, por conta de relatos de submarinos russos na área. Jasper transferiu sua capitânia de volta ao Hansa em 28 de outubro. O Hertha acabou sendo tirado do serviço de frente no final do ano devido sua vulnerabilidade a minas e torpedos.
O cruzador estava baseado em Swinemünde, mas deixou o local em 30 de outubro. Foi descomissionado em 16 de novembro e depois disso foi desarmado e convertido em um alojamento flutuante. Ficou baseado em Flensburgo, dando apoio para as tripulações da base de hidroaviões local até o fim da guerra. Seus canhões de 210 milímetros foram instalados como baterias de artilharia costeira na Bélgica entre Wenduine e Blankenberge. A Alemanha foi derrotada em novembro de 1918 e o navio rebocado para Kiel, sendo removido do registro naval em 6 de dezembro de 1919. Foi vendido para a desmontadora Audorf-Rendsburg e desmontado como sucata no ano seguinte.